# Sige pleijeli
Sige pleijeli är en ringmaskart som beskrevs av Blake 1992. Sige pleijeli ingår i släktet Sige och familjen Phyllodocidae. Inga underarter finns listade i Catalogue of Life.